# Renealmia macrocolea
Renealmia macrocolea är en enhjärtbladig växtart som beskrevs av Karl Moritz Schumann. Renealmia macrocolea ingår i släktet Renealmia och familjen Zingiberaceae. Inga underarter finns listade i Catalogue of Life.